# Marvin's Marvelous Mechanical Museum
Marvin's Marvelous Mechanical Museum è il primo album della rock band americana Tally Hall, pubblicato il 24 ottobre 2005. Le registrazioni precedenti sono tutte demo indipendentemente prodotte e distribuite. Tutte le tracce sull'album sono versioni finite della loro demo, a eccezione di Haiku, la quale è una canzone totalmente nuova. L'album trae il suo nome da un museo di manichini animatronici che si trova in Farmington Hills (Michigan). La stessa copertina dell'album è basata su delle macchine trovabili nel museo.
L'album è stato ripubblicato il 12 settembre 2006 sotto l'etichetta multimediale "Quack!". Questa ristampa ha coinciso con la pubblicità aggiuntiva su MTV, distribuzione nazionale in tutte le più importanti catene di negozi, e varie apparizioni in TV come The Late Late Show with Craig Ferguson. Il video musicale di "Good Day" è stato il primo mostrato ai due concerti dei Tally Hall ad Ann Arbor, il 23 settembre 2006.
I Tally Hall hanno poi firmato il loro contratto con Atlantic Records, ed è stata approvata la re-registrazione di Marvin's Marvelous Mechanical Museum agli Stratosphere Sound Recording Studios di NYC. La versione remastered dell'album è stata pubblicata nell'aprile del 2008 con Good Day estratto come singolo. L'album ha ricevuto recensioni generalmente positive.

## Good Day
Il singolo Good Day, estratto dalla nuova versione dell'album, è stato pubblicato il 26 febbraio 2008. La versione re-registrata dell'album è stata pubblicata l'1 Aprile 2008. Questa versione comprendeva un Long playing contenente le tracce. Il 13 marzo 2021 è stato adattato su vinili, cassette e CD dalla Needlejuice Records.
Good Day è stato scritto da Andrew Horowitz e ha vinto un premio di $10,000 insieme alla BMI John Lennon Scholarship del 2004 per "i migliori e più solari giovani cantautori fra l'età di 15 e 24 anni".
La canzone è stata usata su The Late, Late Show with Craig Ferguson. La canzone è anche stata usata nell'episodio del 6 aprile 2006 di The O.C., una serie televisiva teen drama in prima serata. Una versione in simlish di Good Day è stata creata per venire usata in The Sims 2. Questa versione di "Good Day" è poi apparsa come una nuova traccia segreta nel pregap della ripubblicazione CD di Needlejuice Records.

## Lista delle Tracce
Testi e musiche di Rob Cantor, Joe Hawley, Andrew Horowitz, e Zubin Sedghi.
1. Good Day – 3:24 (Horowitz) – Hawley, Cantor, Sedghi
2. Greener – 3:42 (Cantor) – Cantor
3. Welcome to Tally Hall – 5:04 (Hawley (musica e testo), Cantor, Sedghi (ltesto)) – Cantor, Sedghi, Hawley
4. Taken for a Ride – 4:40 (Horowitz) – Horowitz, Hawley
5. The Bidding – 2:29 (Hawley) – Hawley, Cantor, Sedghi
6. Be Born – 3:09 (Cantor) – Cantor
7. Banana Man – 4:08 (Hawley) – Hawley
8. Just Apathy – 3:12 (Cantor) – Cantor
9. Spring and a Storm – 4:43 (Hawley) – Hawley
10. Two Wuv – 3:41 (Horowitz) – Sedghi
11. Haiku – 2:57 (Cantor) – Cantor, Hawley
12. The Whole World and You – 1:44 (Horowitz) – Horowitz
13. 13 – 0:13 (Hawley) – strumentale
14. Ruler of Everything – 4:13 (Hawley) – Hawley, Sedghi
15. Hidden in the Sand (traccia nascosta) – 1:51 (Hawley) – Hawley

Durata totale: 49:10
1. Good Day – 3:26 (Horowitz) – Hawley, Cantor, Sedghi
2. Greener – 3:43 (Cantor) – Cantor
3. Welcome to Tally Hall – 5:10 (Hawley (musica e testo), Cantor, Sedghi (testo)) – Cantor, Sedghi, Hawley
4. Taken for a Ride – 4:43 (Horowitz) – Horowitz, Hawley
5. The Bidding – 2:40 (Hawley) – Hawley, Cantor, Sedghi
6. Be Born – 3:10 (Cantor) – Cantor
7. Banana Man – 4:09 (Hawley) – Hawley
8. Just Apathy – 3:11 (Cantor) – Cantor
9. Spring and a Storm – 4:47 (Hawley) – Hawley
10. Two Wuv – 3:43 (Horowitz) – Sedghi
11. Haiku – 3:02 (Cantor) – Cantor, Hawley
12. The Whole World and You – 1:44 (Horowitz) – Horowitz
13. 13 – 0:13 (Hawley) – strumentale
14. Ruler of Everything – 4:32 (Hawley) – Hawley, Sedghi
15. Hidden in the Sand (traccia nascosta) – 1:53 (Hawley) – Hawley

Durata totale: 50:06
1. Mucka Blucka – 1:38 (Hawley) – Federman
2. Dream – 1:49 (Horowitz) – strumentale

Durata totale: 3:27
1. Good Day Simlish (Pregap traccia bonus) – 3:32 (Horowitz) – Hawley, Cantor, Sedghi

Durata totale: 3:32
1. Just a Friend – 4:30 (Biz Markie) – Cantor, Sedghi

## Personale

### Tally Hall
- Rob Cantor – voce, chitarra, ukulele, percussioni, composizione
- Joe Hawley – voce, chitarra, ukulele, composizione
- Zubin Sedghi – bassp, voce, co-composizione (3)
- Andrew Horowitz – tastiere, percussioni, voce, composizione
- Ross Federman – batteria, percussioni, voce (16), canto dell'asta (5)

### Altri musicisti
- Alison Kartush – voce di sottofondo (4, 12)
- Andrew Papas – voce di sottofondo (4, 12)
- Ashley Hurst –voce di sottofondo (4, 12)
- Bora Karaca – voce di sottofondo (1, 5, 7), fischi (7)
- Brett Trzcinski – voce di sottofondo (1, 5, 7)
- Caitlyn Thomson – voce di sottofondo (4, 12)
- Claire Smith – voce di sottofondo (4, 12)
- Donald Milton III – voce di sottofondo (1, 5, 7)
- Emily Barkin – voce di sottofondo (4, 12)
- Greg Jaffe – voce di sottofondo (1, 5, 7)
- Jason Ceo – voce di sottofondo (1, 5, 7)
- Jessica Fetter – voce di sottofondo (4, 12)
- Jon Zande – voce di sottofondo (1, 5, 7)
- Karl Pestka – voce di sottofondo (4, 12)
- Lisa Bakale-Wise – voce di sottofondo (4, 12)
- Michael Anuzis – voce di sottofondo (4, 12)
- Michael Steelman – voce di sottofondo (1, 5, 7)
- Rebecca Blinder – voce di sottofondo (4, 12)
- Stephanie Fajuri – voce di sottofondo (4, 12)
- Tim Wagner – voce di sottofondo (1, 5, 7)
- Victor Szabo – voce di sottofondo (1, 5, 7)
- Jim Roll – banjo (6)
- Keith Reed – doppio basso (4, 6, 9, 12)
- Anna Schultz – violoncello (3, 4, 9, 13, 14)
- Rachel Hsieh – violoncello (3, 8, 13, 14)
- Andres Ivan Navedo – clarinetto (12)
- Brittni Troy – corno francese (4, 9)
- Eric Brummitt – corno francese (4, 9)
- Ben Began – mandolino (14)
- Bobby Streng – sassofono (3, 4)
- Melissa Gardiner – trombone (3, 4, 12)
- Steve Peterson – trombone (5, 7)
- David Tenerelli – tromba (4, 5, 7)
- Jeff Blim – tromba (3, 12)
- Matt Lyon – tuba (5, 7)
- Michael Nickens – tuba (3, 4, 12)
- Laurel Borden – viola (2, 4, 9, 13, 14)
- Jeremy Kittel – violino (6)
- Shawn Jaeger – violino (3, 4, 9, 13, 14)
- Marvin Yagoda – voce (3, 15)
- The Haiku Dinner Party – folla (11)
- Roberta Tamm – voce del bambino (9)
- Taylor Janssen – voce del bambino (9)

### Personale Tecnico
- Patrick Fong – direzione tecnica, design
- Zubin Sedghi – disegni
- Court Jones – disegni [cover]
- Joe Hawley – disegni [direzione, design]
- Austin Ash Lemon – disegni [retro della cover, 2021]
- Ben Began – ingegnere
- Bora Karaca – ingegnere [assistente]
- Rudyard Lee Cullers – ingegnere [assemblaggio digitale]
- Jennifer Tzar – fotografia
- Tally Hall – produzione